# Sjosse Entoeziastov
Sjosse Entoeziastov (Russisch: Шоссе Энтузиастов) is een station aan de Kalininsko-Solntsevskaja-lijn van de Moskouse metro. Het ligt onder de Sjosse Entoeziastov op de grens van de wijken Sokolinaja Gora en Perovo.

## Geschiedenis
Vóór de revolutie heette de Sjosse Entoeziastov Vladimirskiroute, de weg naar het oosten waarover gevangen naar Siberië werden afgevoerd. De kunst in het station staat dan ook in het teken van dwangarbeid en de strijd voor de vrijheid in het Russische Rijk door de eeuwen heen. Het station werd op 30 december 1979 geopend als onderdeel van het traject tussen Marksistskaja en Novogirejevo en werd genoemd naar de bovenliggende straat. In 1991 is voorgesteld om het station om te dopen in Vladimirki, hetgeen niet is doorgevoerd. Op 10 september 2016 werd het gelijknamige station aan de Moskouse Centrale Ringlijn heropend voor personenvervoer.  Overstappers moeten over straat om van het ene naar het andere station te komen.

## Ligging en inrichting
Het perron op 53 meter diepte ligt tussen de kleine ringspoorlijn en de Vadimirskivijver onder de Sjosse Entoeziastov. De hoofdingang ligt naast de vijver en biedt direct toegang tot de verdeelhal die met drie roltrappen is verbonden met de oostkant van de middenhal tussen de perrons. Aan de noordkant van de verdeelhal is een aansluitende voetgangerstunnel met winkels onder de Sjosse Entoeziastov. Door deze tunnel kunnen de reizigers de trappen aan de noordkant bereiken. Iets ten westen van deze trappen ligt de eindlus van de tram en de ingang van het station van de Moskouse Centrale Ringlijn. Aan de oostkant van het station ligt een keerspoor tussen de twee sporen naar het oosten, hier kunnen treinen uit het centrum kopmaken in geval van nood of 's nachts een trein worden opgesteld. De overstap naar de Centrale Ringlijn loopt over straat. De westkant van het metrostation ligt echter vrijwel onder de perrons van de centrale Ringlijn zodat een inpandige overstap in de toekomst kan worden aangelegd. Het ondergrondse deel is gebouwd als pylonenstation en de pylonen zijn bekleed Oefaleymarmer in verschillende tinten, verlopend van lichtgeel in het westen tot donkergrijs in het oosten. De plinten zijn van rood graniet en vloer bestaat uit rood en grijs marmer. Op de westwand van de middenhal is een beeldhouwwerk, “De vlam van de vrijheid”, van de hand van A.N. Koeznetsov aangebracht.    
Het reliëf laat het breken van de ketenen van het volk zien, het wapen van het Russische Rijk en de kroon liggen op de grond. Door de afwerking met marmeren blokken langs de rand lijkt het alsof de handen echt door de muur breken. De verlichting is verborgen achter de kroonlijsten aan beide zijden van de bogen boven de doorgangen tussen de middenhal en de perrons. Op de tunnelwanden, die zijn bekleed met rood en beige graniet, zijn afbeeldingen op metalen panelen aangebracht die het verloop van de revolutie weergeven. 
Van oost naar west : 
- Brandend landhuis
- Het Senaatsplein in Sint-Petersburg
- De bronzen ruiter
- Bajonetten
- Een sabel
- Een vallende driehoek
- Een kamer met uitzicht op de Petrus-en-Paulusvesting
- Geweren met op de achtergrond de Rode vlag.

## Galerij

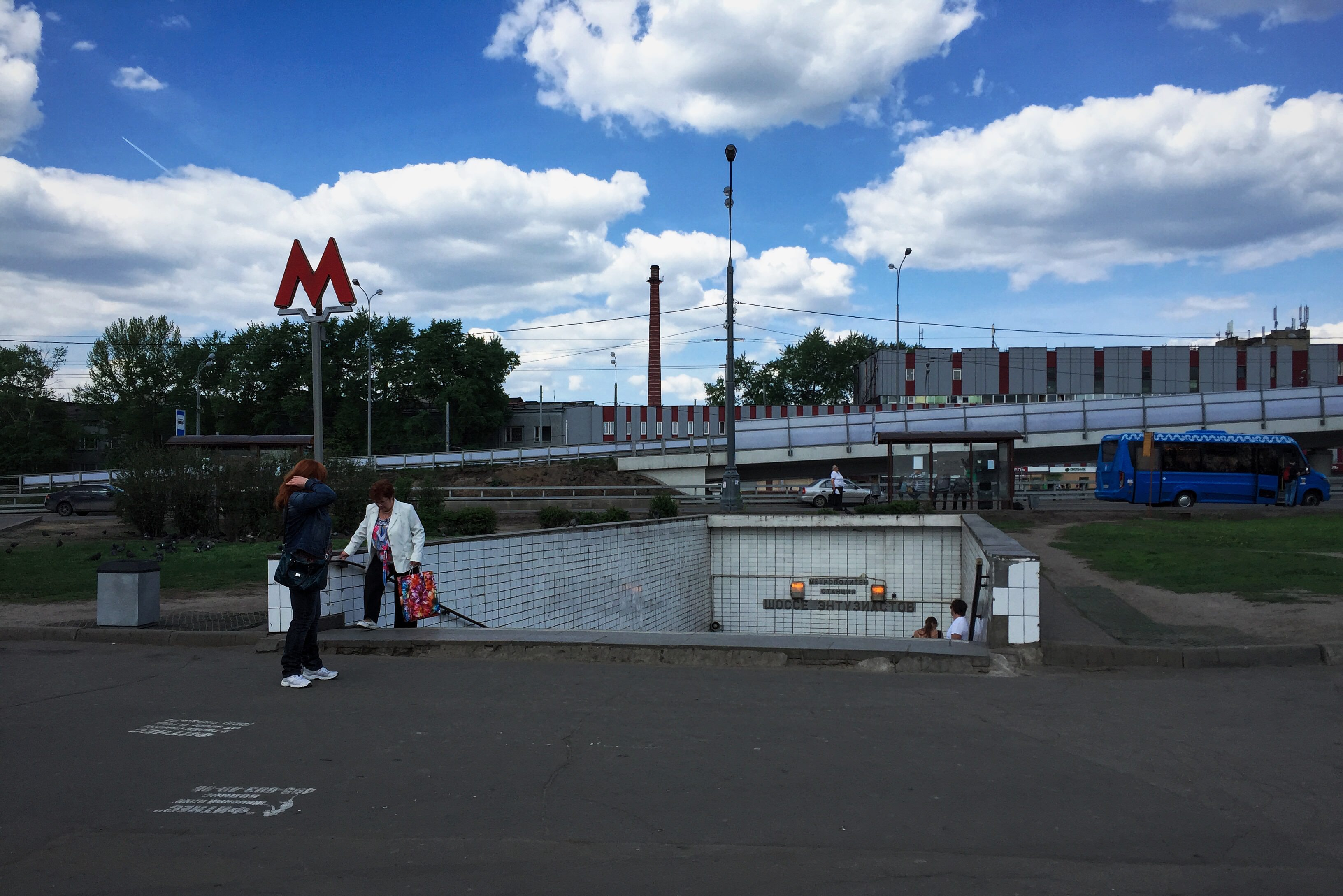
De hoofdingang naast de Vladimirskivijver
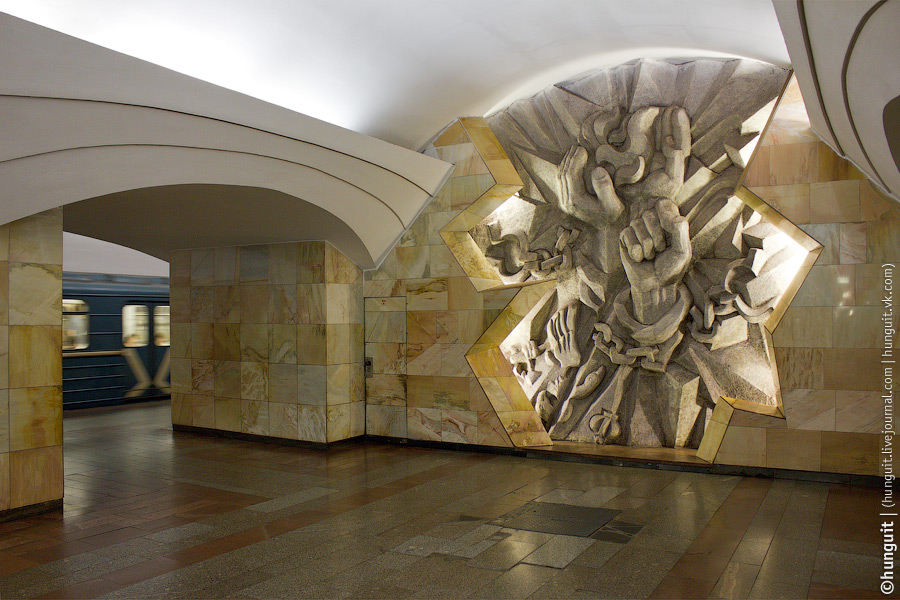
De westwand met het werk van Koeznetsov
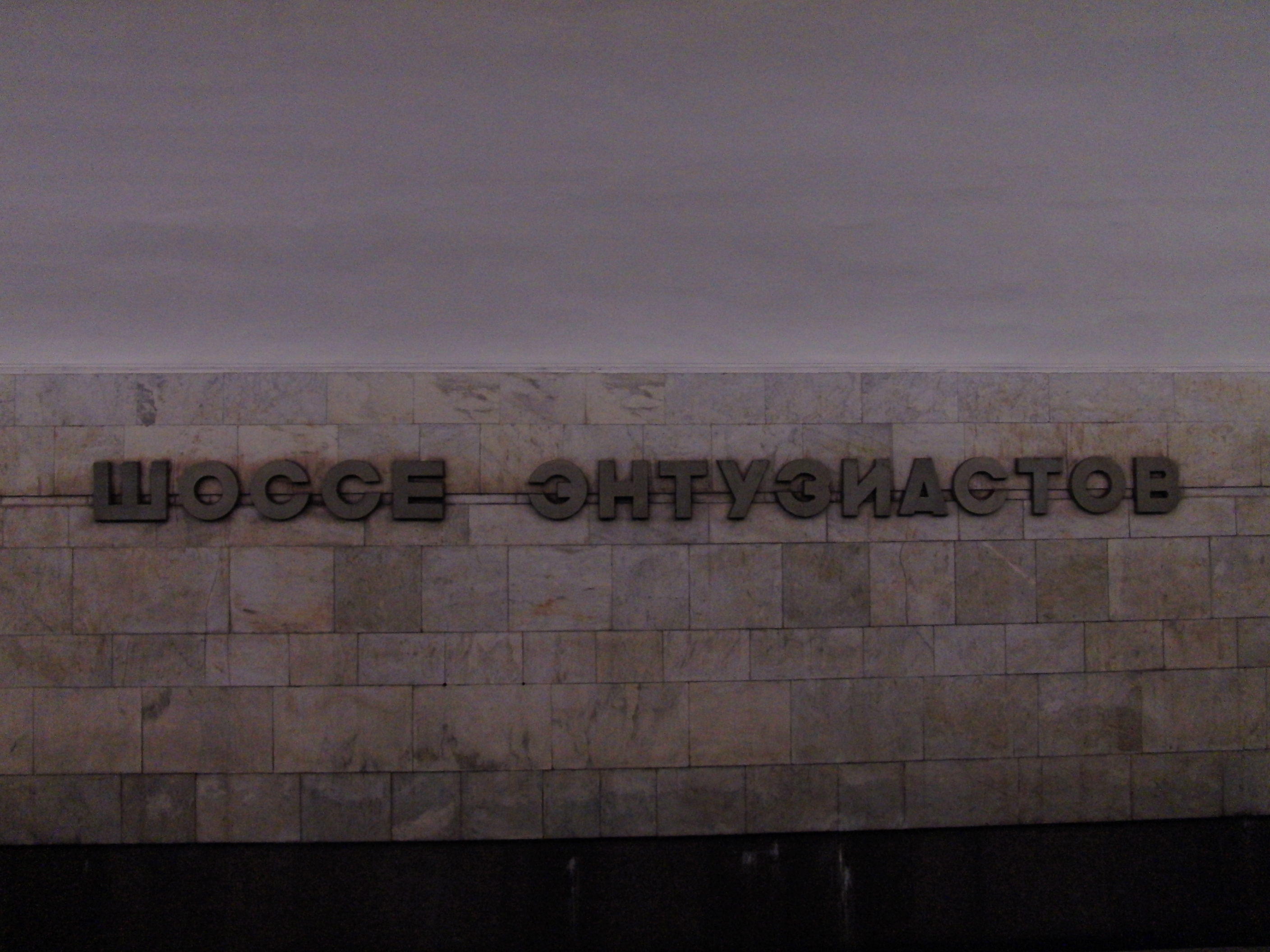
De stationsnaam op de tunnelwand